# Giovanni Maffei
Giovanni Maffei (21. prosince 1791, Revò – 23. března 1859, Revò) byl rakouský politik italské národnosti z Tyrolska (respektive z Jižního Tyrolska), během revolučního roku 1848 poslanec Říšského sněmu.

## Biografie
Roku 1849 se uvádí jako rytíř Johann von Maffei, statkář v Revò.
Během revolučního roku 1848 se zapojil do veřejného dění. Ve volbách roku 1848 byl zvolen i na ústavodárný Říšský sněm. Zastupoval volební obvod Cles. Tehdy se uváděl coby statkář. Řadil se ke sněmovní pravici.